# Lortel Archives
Die Lortel Archives, auch bekannt als Internet Off-Broadway Database (IOBDb), sind eine Online-Datenbank über Off-Broadway-Theater-Informationen.
Die Datenbank ist zu Ehren der Theaterschauspielerin und -produzentin Lucille Lortel benannt und wird von der Lucille Lortel Foundation betrieben.
Stand August 2019 enthielt die Datenbank 6.703 Einträge zu Produktionen, 51.817 Einträge zu Personen und Unternehmen, 160.328 Einträge zu Credits und 317 Einträge zu Theatern. Im März 2025 wurde die bisherige Datenbank und Website eingestellt. Sie verweist nun auf die Website des Spectra.Theater, die Teile der bisherigen Datenbank über eine Suche zugreifbar macht. Das bisherige numerische Indizierungsschema der alten Datenbank wurde verworfen, so dass zahlreiche Bezüge auf die Internet-Datenbank ungültig wurden.